# Michael Scott (judoka)
Michael Scott (3 de noviembre de 1958) es un deportista neozelandés que compitió en judo. Ganó dos medallas en el Campeonato de Oceanía de Judo en los años 1979 y 1981.

## Palmarés internacional
| Campeonato de Oceanía | Campeonato de Oceanía   | Campeonato de Oceanía | Campeonato de Oceanía |
| Año                   | Lugar                   | Medalla               | Categoría             |
| --------------------- | ----------------------- | --------------------- | --------------------- |
| 1979                  | Rotorua (Nueva Zelanda) | Medalla de oro        | –60 kg                |
| 1981                  | Suva (Fiyi)             | Medalla de plata      | –65 kg                |